# Juliette Bossu
Juliette Bossu (Mulhouse, 8 de enero de 2000) es una deportista francesa que compite en gimnasia artística. Ganó una medalla de plata en el Campeonato Europeo de Gimnasia Artística de 2018, en la prueba por equipos.

## Palmarés internacional
| Campeonato Europeo | Campeonato Europeo    | Campeonato Europeo | Campeonato Europeo   |
| Año                | Lugar                 | Medalla            | Prueba               |
| ------------------ | --------------------- | ------------------ | -------------------- |
| 2018               | Glasgow (Reino Unido) | Medalla de plata   | Concurso por equipos |